# Amarrage (spéléologie)
Pour les articles homonymes, voir amarrage.

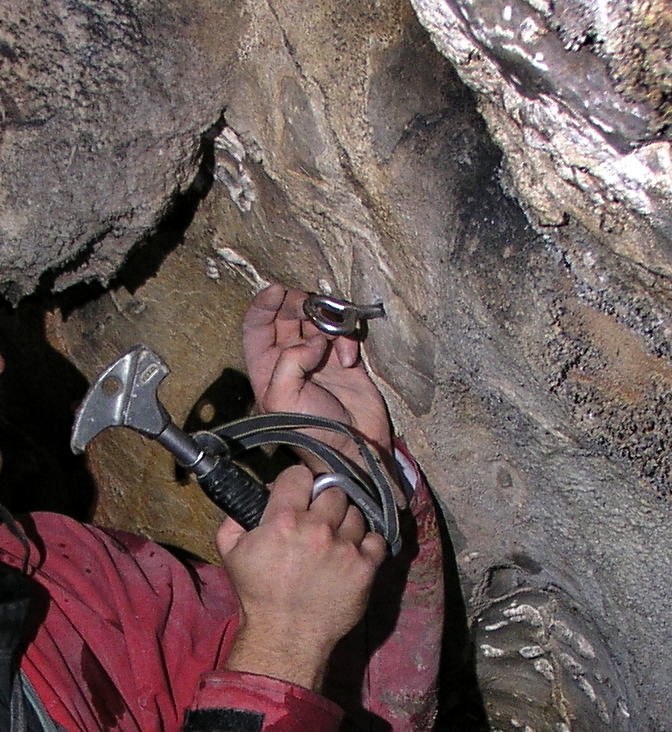
Pose d'une broche, amarrage artificiel utilisé en spéléologie.

L'amarrage permet de fixer une corde de progression à la paroi rocheuse d'une cavité.
Cet amarrage peut être  :
- un arbre en surface, un bloc ou un spéléothème dans la cavité, entouré d'une sangle.

Ou encore artificiel :
- une cheville, sur laquelle sera vissée une plaquette, ou bien une broche, qui sera fixée durablement.

Des amarrages temporaires peuvent également être posés au cours de la progression (coinceurs, pitons…).
Le spéléologue-équipeur passe un mousqueton dans l'amarrage. Il réalise ensuite un nœud de boucle au moyen de la corde de progression, boucle qu'il insère dans le mousqueton avant de fermer la virole de celui-ci.